# Aleksandr Klepikov
Aleksandr Klepikov, född 23 maj 1950 i Sankt Petersburg, död 26 februari 2021, var en rysk roddare som tävlade för Sovjetunionen. 
Han tog OS-guld i fyra utan styrman i samband med de olympiska roddtävlingarna 1976 i Montréal.